# Hisonotus brunneus
Hisonotus brunneus är en fiskart som beskrevs av Carvalho och Roberto Esser dos Reis 2011. Hisonotus brunneus ingår i släktet Hisonotus och familjen Loricariidae. Inga underarter finns listade i Catalogue of Life.